# John W. Cassingham

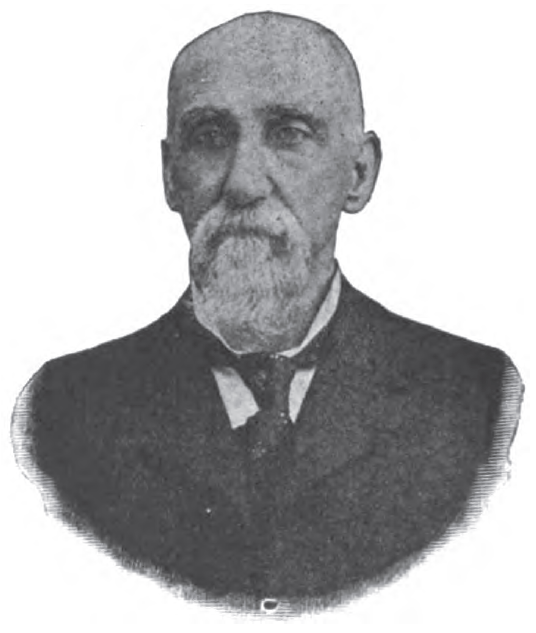
John W. Cassingham

John Wilson Cassingham (* 22. Juni 1840 in Coshocton, Ohio; † 14. März 1930 ebenda) war ein US-amerikanischer Politiker. Zwischen 1901 und 1905 vertrat er den Bundesstaat Ohio im US-Repräsentantenhaus.

## Werdegang
John Cassingham besuchte die öffentlichen Schulen seiner Heimat. Zwischen 1857 und 1868 war er stellvertretender Bezirkskämmerer. Danach arbeitete er bis 1875 im Handel; anschließend stieg er in das Kohlegeschäft ein. Später wurde er auch in der Papierherstellung und im Bankgewerbe tätig. Zwischen 1880 und 1887 war er Bezirksrevisor. Er wurde Mitglied im Bildungsausschuss und Präsident des Handelsausschusses im Coshocton County. Politisch schloss er sich der Demokratischen Partei an. Im Juli 1896 nahm er als Delegierter an der Democratic National Convention in Chicago teil, auf der William Jennings Bryan erstmals als Präsidentschaftskandidat nominiert wurde.
Bei den Kongresswahlen des Jahres 1900 wurde Cassingham im 17. Wahlbezirk von Ohio in das US-Repräsentantenhaus in Washington, D.C. gewählt, wo er am 4. März 1901 die Nachfolge von John A. McDowell antrat.  Nach einer Wiederwahl konnte er bis zum 3. März 1905 zwei Legislaturperioden im Kongress absolvieren. Im Jahr 1904 verzichtete er auf eine weitere Kandidatur.
Nach seiner Zeit im US-Repräsentantenhaus setzte John Cassingham bis 1915 seine früheren Tätigkeiten in Coshocton fort. Danach zog er sich in den Ruhestand zurück. Er starb am 14. März 1930 im Alter von 89 Jahren in Coshocton, wo er auch beigesetzt wurde.